# 骨吸收
骨吸收（Bone resorption）是指破骨细胞將硬骨组织分解為矿物质的過程，此機制會將骨骼中的钙釋放至血液中。
破骨细胞是含有大量线粒体和溶酶体的多核细胞，具有分解硬骨的能力。破骨细胞會先附着於骨元上，並將自己附著於硬骨部分的細胞膜折疊起來，製造一個空隙。之後在該空隙中釋放胶原酶和其他在吸收过程中重要的酶。随着破骨细胞隧道进入矿化骨，高水平的钙、镁、磷酸盐和胶原蛋白产物将被释放到细胞外液中。破骨细胞在干癣性关节炎和风湿病中发现的组织破坏中很突出。
人体处于不断的骨重塑状态。骨重塑是通过用新合成的蛋白质基质（Proteinaceous matrix）包替换旧骨的离散部分来维持骨强度和离子稳态的过程。骨被破骨细胞吸收，并由成骨细胞在称为成骨作用的过程中沉积。骨细胞活性在这一过程中起关键作用。导致骨的质量减少的情况可能是由吸收增加或成骨作用减少引起的。在儿童时期，骨形成超过吸收。随着老化过程的发生，吸收超过形成。
由于与更年期相关的雌激素缺乏，绝经后老年妇女的骨吸收率要高得多。常见的治疗方法包括增加骨矿物质密度的药物。双膦酸盐、RANKL抑制剂、SERM（选择性雌激素受体调节剂）、激素替代疗法和降钙素是一些常见的治疗方法。轻量负重运动倾向于消除骨吸收的负面影响。

## 调节
骨吸收受到来自身体其他部位的信号的高度刺激或抑制，这取决于对钙的需求。
甲状旁腺中的钙敏感膜受体监测细胞外液中的钙水平。低水平的钙会刺激甲状旁腺主细胞释放甲状旁腺激素（PTH）。除了对肾脏和肠道的影响外，PTH还能增加破骨细胞的数量和活性。已经存在的破骨细胞活性的增加是PTH的初始作用，并在几分钟内开始，几个小时内增加。PTH水平的持续升高会增加破骨细胞的丰度。这导致更大的钙和磷酸根离子再吸收。
另一方面，血液中高水平的钙会导致甲状旁腺释放的PTH减少，从而降低破骨细胞的数量和活性，从而减少骨吸收。维生素D增加肠道对钙和磷酸盐的吸收，导致血浆钙水平升高，从而降低骨吸收。
骨化三醇（1,25-二羟基胆钙化醇）是维生素D3的活性形式。它具有许多与血钙水平有关的功能。最近的研究表明，骨化三醇导致破骨细胞形成和骨吸收减少。因此，维生素D3摄入量的增加应该会导致骨吸收减少——已经表明，口服维生素D与血清骨化二醇水平的增加没有线性关系，骨化三醇的前体。
降钙素是人体甲状腺分泌的一种激素。降钙素降低破骨细胞活性，减少新破骨细胞的形成，导致再吸收减少。降钙素对幼儿的影响大于成人，在骨重塑中的作用比PTH小。
在某些骨吸收超过成骨作用的情况下，骨的分解速度远快于它的更新速度。骨头变得更加多孔和脆弱，使人们面临骨折的风险。根据身体骨吸收发生的位置，可能会出现牙齿脱落等其他问题。这可能是由甲状旁腺功能亢进和维生素D缺乏症等疾病引起的，甚至是老年人激素分泌减少引起的。一些具有骨密度降低症状的疾病是骨质疏松症和佝偻病。
一些经历骨吸收增加和骨形成减少的人是宇航员。由于处于零重力环境中，宇航员不需要像在地球上那样使用他们的肌肉骨骼系统。由于缺乏压力，成骨作用减少，而吸收增加，导致骨密度净减少。

## 酗酒
酒精对骨密度的影响是众所周知的，并且在动物和人群中进行了充分研究。通过直接和间接途径，长期接触乙醇会降低骨矿物质密度和促进骨质疏松症，从而增加骨折风险。过度饮酒的间接影响通过生长激素、性类固醇和氧化应激发生。
生长激素是成人骨骼生长和重塑的重要调节剂，它通过胰岛素样生长因子1（IGF1）刺激成骨细胞分化。慢性酒精中毒会降低IGF1的水平，从而抑制生长激素增加骨密度的能力。
饮酒量的增加与睾酮和血清雌二醇水平的降低有关，这反过来会导致促进破骨细胞形成的NF-κB受体激活剂（RANK，一种TNF受体）蛋白的激活。当乙醇诱导NADPH氧化酶表达时会产生氧化应激，导致成骨细胞产生活性氧类，最终导致细胞衰老。慢性酒精中毒的直接影响在成骨细胞、破骨细胞和骨细胞中很明显。乙醇抑制成骨细胞的活性和分化。
同时，它对破骨细胞的活性有直接影响。由于骨中凹坑数量和凹坑面积的增加，导致骨吸收率增加和骨密度降低。研究表明，有活力的骨细胞（另一种类型的骨细胞）可以阻止破骨细胞的生成，而凋亡的骨细胞倾向于诱导破骨细胞刺激。酒精暴露刺激骨细胞凋亡可以解释长期饮酒者骨密度降低的原因。